# Далкіт
Далкі́т (англ. Dalkeith, шотл. гел. Dail Cheith) — місто на заході Шотландії, адміністративний центр області Середній Лотіан.
Населення міста становить 11 200 осіб (2006).